# 馬爾科·安德雷奧利
馬爾科·安德雷奧利（義大利語：Marco Andreolli，1986年6月10日—），意大利足球運動員。現在效力意甲球隊基爾禾。
在2003年轉會到國米之前，安德雷奧利最初是在帕多瓦的青訓系統。他的首次意甲比賽是在2005年5月國際米蘭對雷吉納的比賽。在2006年11月29日國際米蘭對梅西納的意大利杯的比賽上，安德雷奧利在比賽進行至6分鐘時打入了自己的第一個進球。2007年7月27日，安德雷奧利轉會至羅馬。此外，安德雷奧利也一直是意大利U21代表隊的隊員之一。
2010年8月24日，安德烈奥利完成了前往意甲同城球队切沃的转会，以获得更多的出场时间。